# Senza parole
Senza parole (Zonder woorden) is een kunstwerk in Amsterdam Nieuw-West.

## ALgemeen
Het werk is een creatie van Bert van Loo en staat aan de rand van het Osdorpplein, daar waar zij Meer en Vaart raakt. Van Loo kwam met de voor hem gebruikelijke combinatie of juiste tegenstelling glas (doorzichtig en breekbaar) en graniet (ondoorzichtig en massief). Het glazen object is een stapeling van gesneden glasplaten. Van Loo zei zelf over zijn werk, dat het antwoord (dan wel betekenis) in het object zelf zit, vandaar de titel “zonder woorden”. Het kunstwerk wordt omgeven door een ellipsvormig verhoogd aangelegd tuintje belegd met kunstgras.
Senza parole werd gefinancierd door Stadsdeel Osdorp, het Amsterdam fonds voor de kunsten, ING Vastgoed en de gemeente Amsterdam.

## Beschadiging
In 2023 werd het werk beschadigd door een onverlaat. Een punt in het glaswerk brak af, waardoor een onveilige situatie ontstond. De gemeente Amsterdam wilde tot reparatie overgaan, maar zag zich geconfronteerd met het moeilijke materiaal (gestapeld glas), waarvan de kunstenaar de kennis mee in zijn graf heeft genomen. De reparatie neemt daardoor volgens de gemeente een langere tijd in beslag dan normaal het geval is. Buurtbewoners waren het in januari 2025 wel zat dat "hun" kunstwerk achter hekwerken stond; ze drongen aan op spoed.

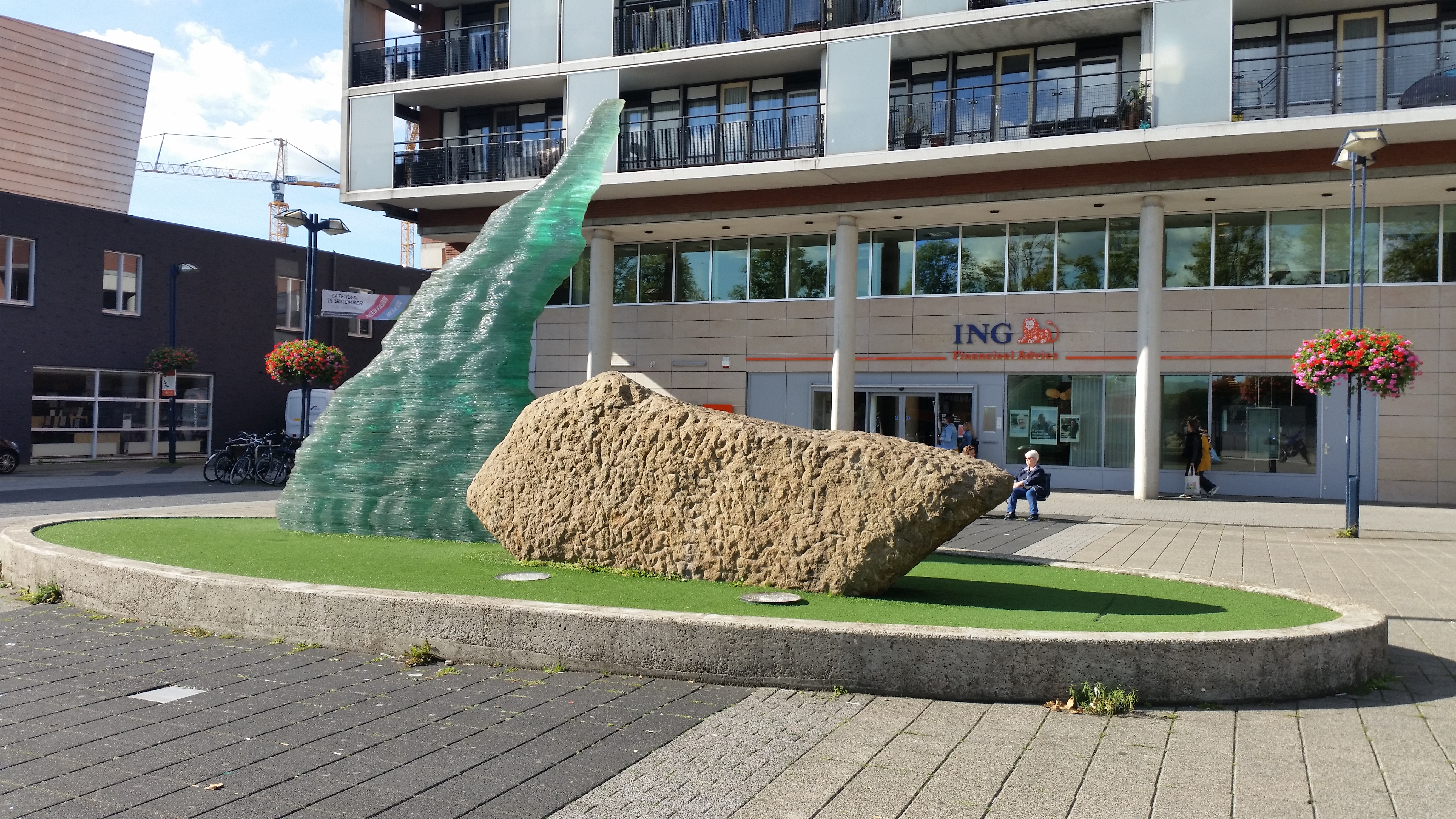
Senza parole (september 2018)